# 제주도사
제주도사(濟州島司)는 일제강점기 제주도의 행정 사무를 총괄하는 자치단체장이며, 조선총독부에서 임명하였다. 1915년 신설되어 1945년까지 존속하였다. 일제강점기 제주도에는 부(府)가 존재하지 않았고, 도사는 군(郡) 경찰서장, 그밖에 읍장, 면장, 이장 등의 인사권한이 있었으나 전라남도지사의 예하였다.

## 역대 제주도사
- 이마무라 도모(今村 革丙), 1915년 1월 1일 ~ 1919년 5월 30일, 제주도청사 건립
- 콘도 신지로(近藤 晉二朗), 1919년 5월 30일 ~ 1923년 5월 24일
- 마에다 젠지(前田 善次), 1923년 5월 24일 ~ 1928년 7월 21일, 도경찰서장 겸직[1]
- 스츠키 헤이사쿠(鈴木 兵作), 1928년 7월 21일 ~ 1929년 12월 7일, 도경찰서장 겸직[2]
- 다나카 한지(田中 半治), 1929년 12월 8일 ~ 1931년 12월 11일, 도경찰서장 겸직[3]
- 다구치 테이키(田口 禎禧), 1931년 12월 11일 ~ 1935년 9월 6일
- 후루카와 사다키치(古川 貞吉), 1935년 9월 14일 ~ 1940년 8월 31일,
- 사카모토 니고이치(坂本 二五一), 1940년 8월 31일 ~ 1943년 9월 30일, 도경찰서장 겸직[4], 1943.09.30. 의원면직
- 오노 토라이시(小野 虎市), 1943년 9월 30일 ~ 1945년 8월 15일, 조선총독부 최후의 제주도사(島司)

### 제주부도사
- 다나카 한지(田中 半治), 1919년 12월 17일 ~ , 도 번역관보 겸직
- 스츠키 헤이사쿠(鈴木 兵作), 1928년 7월 1일 ~ 1928년 7월 20일
- 다나카 한지(田中 半治), 1928년 7월 21일 ~ 1929년 12월 8일, 도 번역관보 겸직
- 센다 센페이(千田 專平), 1943년 9월 30일 ~ 1944년 8월 4일, 전라남도청 내무부장으로 전출
- 센다 센페이(千田 專平), 1945년 3월 2일 ~ 1945년 8월 15일, 조선총독부 최후의 제주부도사(副島司)

## 같이 보기
- 제주특별자치도지사
- 제주특별자치도 부지사
- 일제강점기의 도지사 : 일제강점기의 조선 13도의 도지사
- 경성부윤
- 부산부윤 (일제강점기)